# 取組村
取組村（とりくみむら）は、かつて岐阜県加茂郡にあった村である。
現在の加茂郡坂祝町取組に該当する。

## 歴史
- 1889年（明治22年）7月1日 - 町村制により、取組村が発足。
- 1897年（明治30年）4月1日 - 深田村、勝山村、深萱村、酒倉村、黒岩村、大針村と合併し、坂祝村が発足。同日取組村は廃止。